# Université Kangnam (métro de Séoul)
Université Kangnam ( hangeul : 강남대역 ; hanja : 江南大驛 ) est une station de la ligne Yongin Everline à Gugal-dong, Giheung-gu, Yongin, en Corée du Sud.

## Situation sur le réseau

Plan du réseau (2023)

La station Université Kangnam est une station de la ligne Yongin Everline du métro de Séoul :
C'est une station aérienne, située entre la station Giheung terminus ouest, et Jiseok en direction du terminus est Jeondae–Everland.